# Ludwig Eberhard Fischer

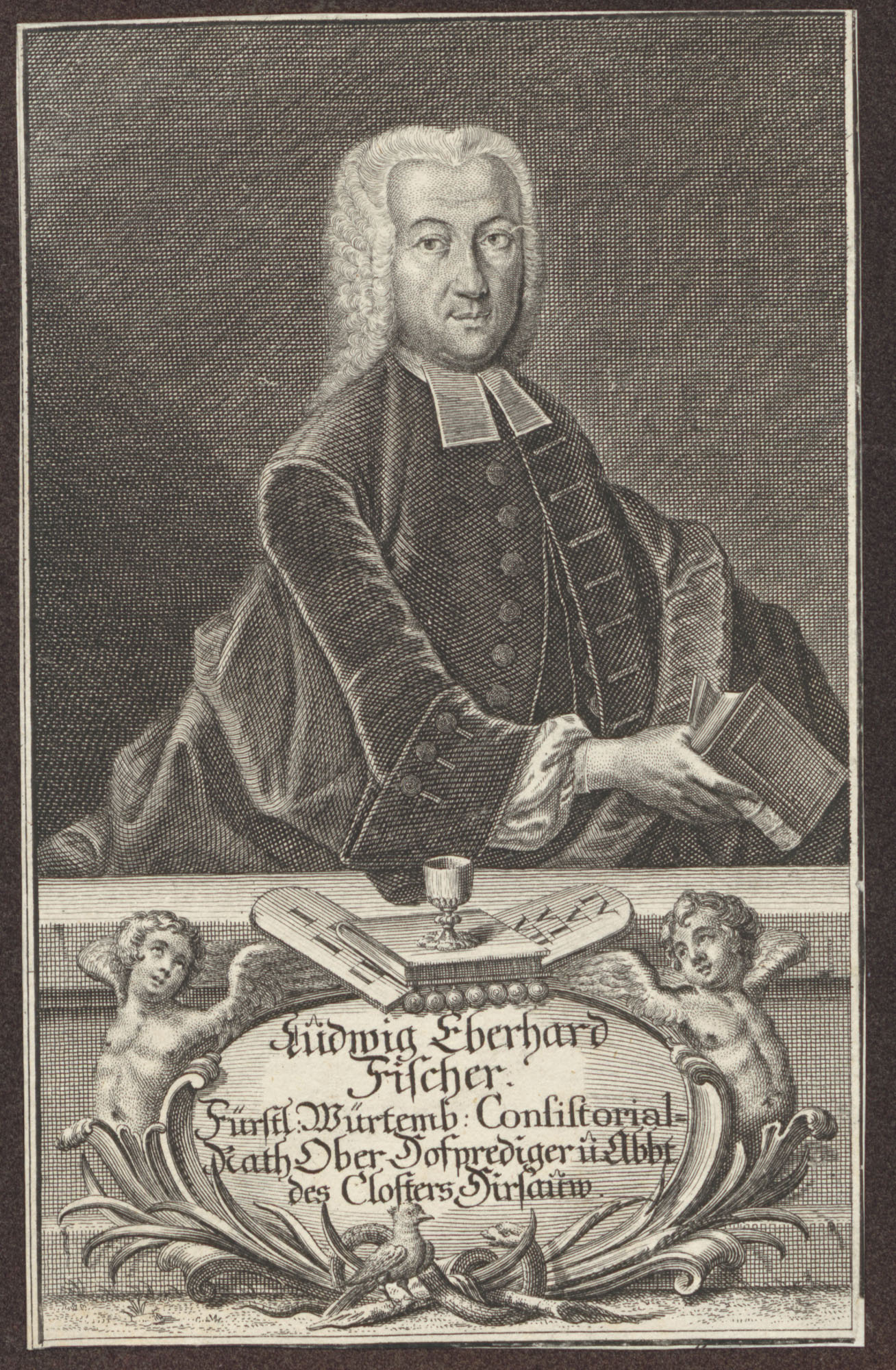
Porträt vor 1758

Ludwig Eberhard Fischer (* 6. August 1695 in Aichelberg; † 24. Februar 1773 in Stuttgart) war ein deutscher lutherischer Geistlicher, Theologe, Kirchenlieddichter und Politiker.

## Leben
Fischer war der Sohn des Pfarrers Matthäus Fischer (1648–1721). Seine frühe Ausbildung ist nicht überliefert. Seine Immatrikulation erfolgte am 26. April 1712 an der Universität Tübingen. Dort erlangte er am 19. September 1714 den Bakkalaureusgrad. Im selben Jahr wurde er Stipendiat am Tübinger Stift. Seine Graduierung zum Magister erfolgte am 26. August 1716. Ab 1721 war er Repetent am Tübinger Stift, bevor er 1727 in Zavelstein eine Pfarrstelle erhielt.
Fischer wurde 1732 Professor der Poesie am Stuttgarter Gymnasium illustre. Daneben erhielt er in Stuttgart eine Stelle als Mittwochsprediger. In dieser Zeit war er auch an der Erstellung des Württembergischen Landesgesangbuchs von 1741 beteiligt, in das auch vier Lieder aus seiner Feder aufgenommen wurden. Von diesen vier Liedern fanden Es ist ein köstlich Ding und Zeugnis deiner Treue, Gott, der du groß von Gnad und Güte sowie Herr Jesu, der du selbst von Gott als Lehrer kommen weitere Verbreitung. 1742 wurde ihm das Amt des Stadtpfarrers an der Stuttgarter Leonhardskirche übertragen, bevor er 1743 die Ernennung zum Spezialsuperintendenten und Hospitalprediger in Stuttgart erhielt. 1744 folgte er einem Ruf als Oberhofprediger und Konsistorialrat in Stuttgart. Beide Ämter hatte er bis zu seinem Tod inne. Von 1746 bis 1757 war er außerdem Abt von Hirsau mit dem Titel eines Prälaten und von 1757 bis zu seinem Tod Abt und Generalsuperintendent von Adelberg. 1751 erfolgte an der Tübinger Universität seine Promotion zum Dr. theol.
Fischer war zunehmend auch politisch aktiv. Er war ab 1752 Mitglied des Großen landständischen Ausschusses und ab 1757 Mitglied des kleineren Ausschusses der Landstände. Dort engagierte er sich in den Streitigkeiten mit Herzog Carl Eugen von Württemberg. Insbesondere engagierte er sich für Johann Jacob Moser. Auf sein Betreiben reichten die Landstände beim Reichshofrat zugunsten Mosers ein.

## Werke (Auswahl)
- Rede, bey dem von Seiner Hochfürstlichen Durchlaucht dem Regierenden Herzog zu Wirtemberg angestellten Dankfest über die den 10. Octobr. 1758. bey Luttersberg von der Königlich-Französischen Armee erfochtenen Victorie, Cotta, Stuttgart. Digitalisat
- Das Amt Eines Evangelischen Predigers, Rößlin, Stuttgart 1742.
- Geistliche Betrachtungen, über die Christliche Lehre der Wahrheit, Pfotehauer, Stuttgart 1747. Digitalisat
- Würtembergs allgemeine Freude vor dem Herrn Uber der höchst-beglückten Landes-Herrlichen Vermählung Des Durchlauchtigsten Fürsten und Herrn, Herrn Carls, Hertzogen zu Würtemberg und Teck, Grafen zu Mömpelgardt, Herrn zu Heydenheim, Schönhaar, Stuttgart 1748.